# Guerre du théâtre
La guerre du théâtre est un conflit opposant les royaumes du Danemark et de la Suède et faisant partie de la guerre russo-suédoise de 1788-1790.
Après la déclaration de guerre du roi Gustave III de Suède contre l'Empire russe, le Danemark, conformément à un traité signé en 1773, se voit contraint d'intervenir en faveur des Russes. Une armée danoise de 8 à 10 000 hommes, majoritairement composée de Norvégiens et commandée par le prince Charles de Hesse-Cassel, envahit la province de Bohuslän le 24 septembre 1788. Ne rencontrant qu'une faible résistance, cette armée prend Uddevalla, Vänersborg et Åmål en moins d'une semaine et arrive devant Göteborg le 6 octobre.
Les défenses de Göteborg sont toutefois considérablement renforcées et un armistice est conclu à l'initiative de l'ambassadeur britannique au Danemark. Menacés par une intervention conjointe du Royaume-Uni et la Prusse, les Danois battent en retraite le 12 novembre et retournent en Norvège. Le 9 juillet 1789, le Danemark signe un traité par lequel il se désengage officiellement du conflit.